# Podul Fshajt
Podul Fshajt sau Podul Sfânt (în albaneză:Ura e Fshejtë sau Ura e Shenjtë) este un pod de piatră cu un arc peste defileul Drinului Alb, construit în secolul al XVIII-lea în partea de vest a provinciei Kosovo. El este situat în satul Dol, la 19 km de orașul Gjakova, pe drumul de la Gjakova la Prizren. Podul are aproximativ 70 m lungime, 7 m lățime și 22 m înălțime. Împreună cu Defileul Drinului Alb, Podul Fshajt este protejat prin lege începând din anul 1986.

## Istoric

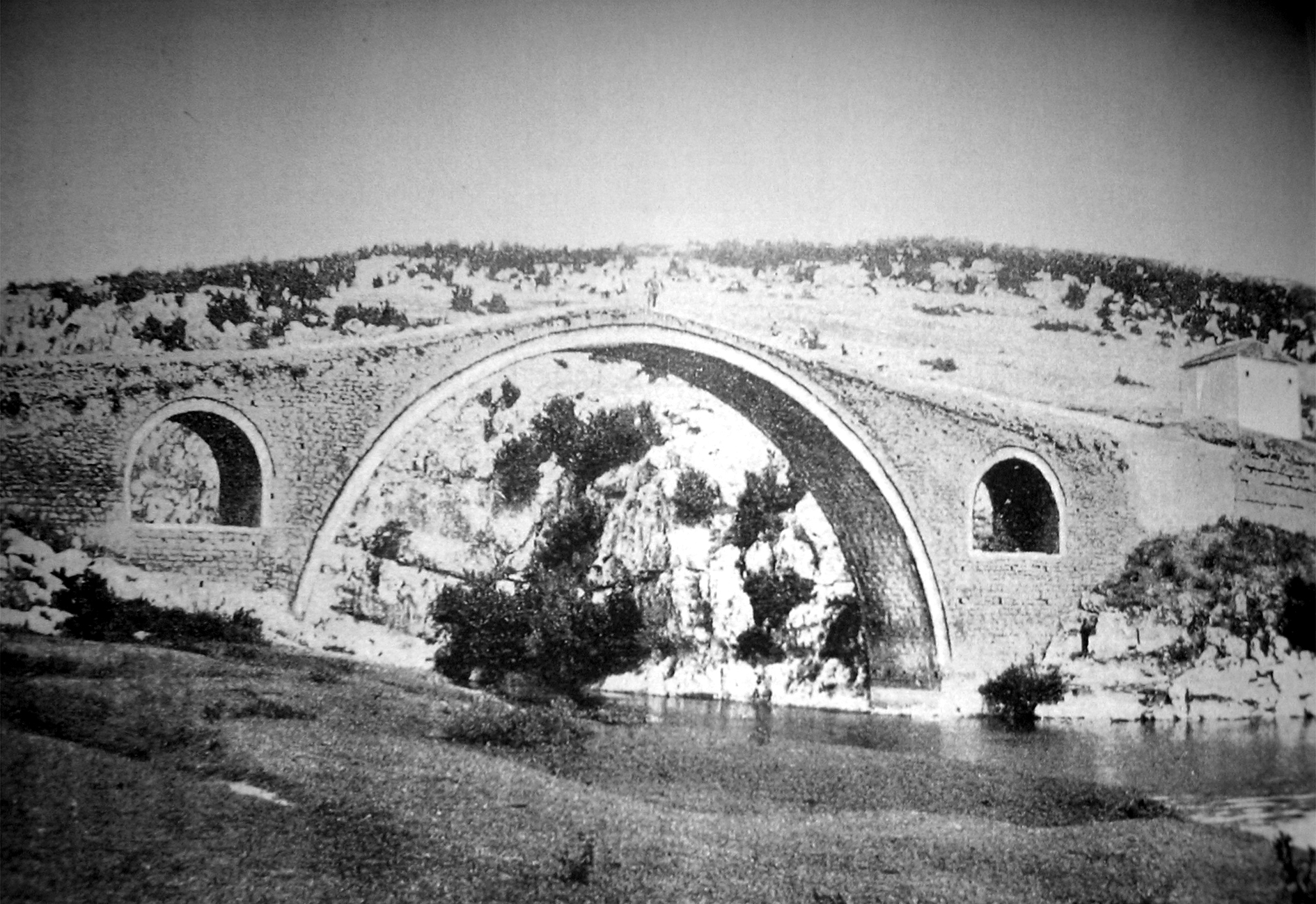
Podul Fshajt - fotografie veche

Podul Fshajt, ce traversează râul Drinul Alb, datează din secolul al XVIII-lea. El a fost distrus complet în timpul Primului Război Mondial, fiind reconstruit din nou în 1942. În timpul Războiului din Kosovo din 1999, el a fost avariat, dar a fost restaurat de către Forța Italiană din Kosovo (KFOR).
 În prezent, podul care unește malurile râului Drinul Alb reprezintă un element cheie pentru transportul pe drumul care leagă orașul Gjakova de Prizren.

## Turism

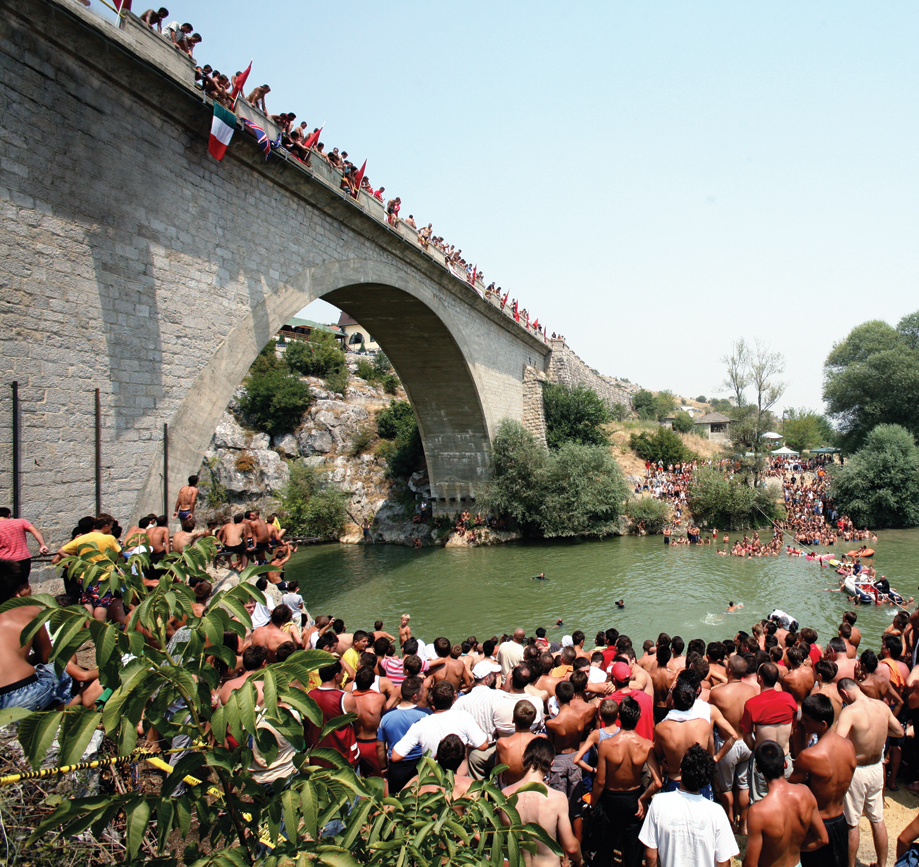
Scufundări sub podul Fshajt

Situat la intrarea în defileul Drinului Alb, podul a devenit un punct de atracție pentru localnici și turiștii străini. În timpul lunilor de vară, malurile Drinului Alb din dreptul podului Fshajt devin o destinație populară, pe malurile apei existând un camping pentru mai multe familii. Aproape de pod există două stânci cunoscute sub numele de „Piatra Vulturului” (în albaneză Shkëmbi i Shqiponjës) și „Piatra lui Skanderbeg” (în albaneză Shkëmbi i Skenderbeut), care conține o gravură din secolul al XV-lea a nobilului albanez George Kastrioti Skanderbeg. Portretul lui Skanderbeg a fost pictat pe stâncă în 1968 de către Mexhid Yvejsi cu ocazia aniversării a 500 de ani de la moartea personajului istoric.
O competiție tradițională de scufundări acvatice are loc aici începând din 1954, fiind reluată în 2014 după ce fusese abandonată în 1999. La acest concurs anual participă mulți concurenți din localitate și din regiune care-și demonstrează abilitățile lor în săriturile tradiționale de pe pod în râu.

## Galerie

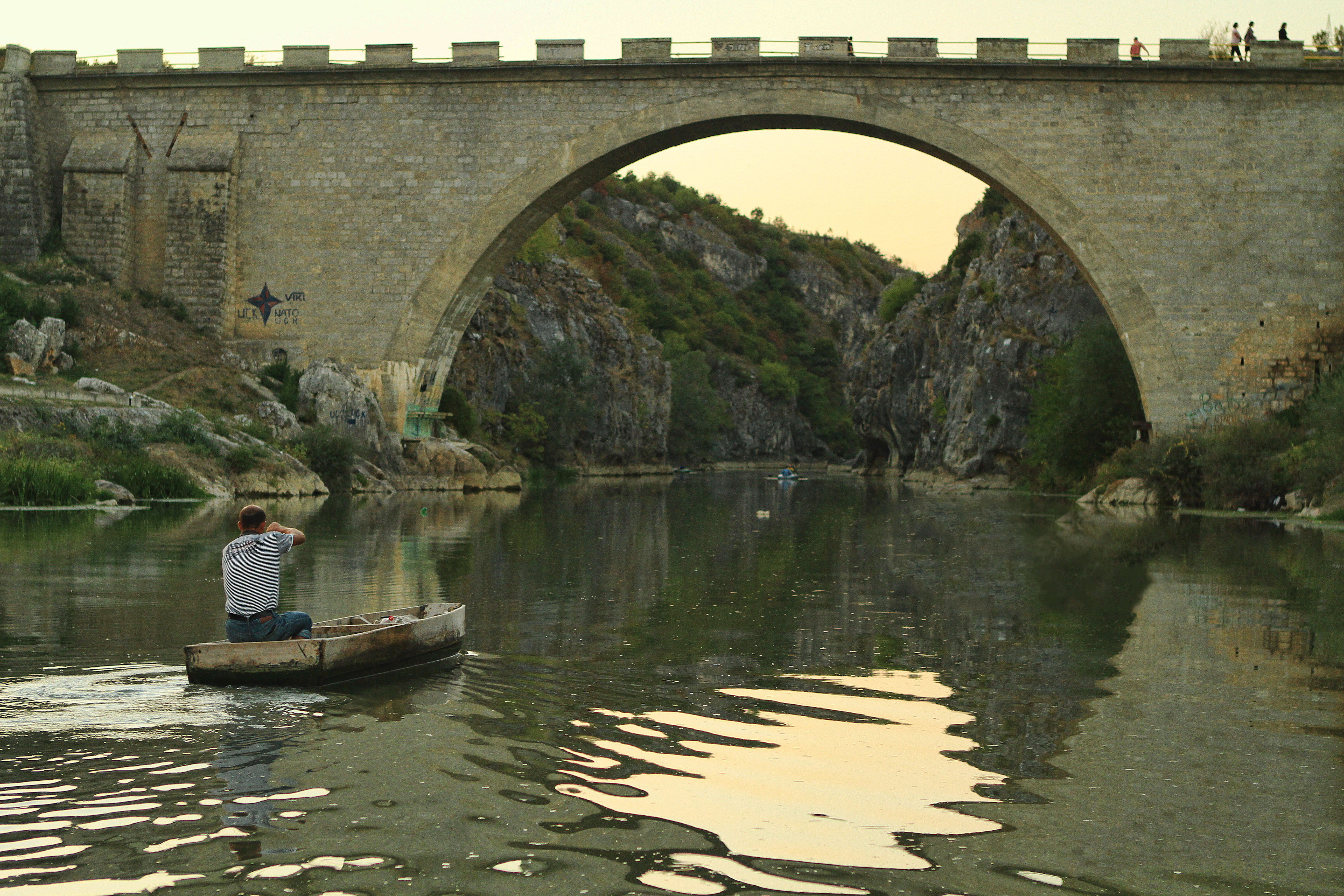
O barcă la intrarea în defileu pe sub podul Fshajt
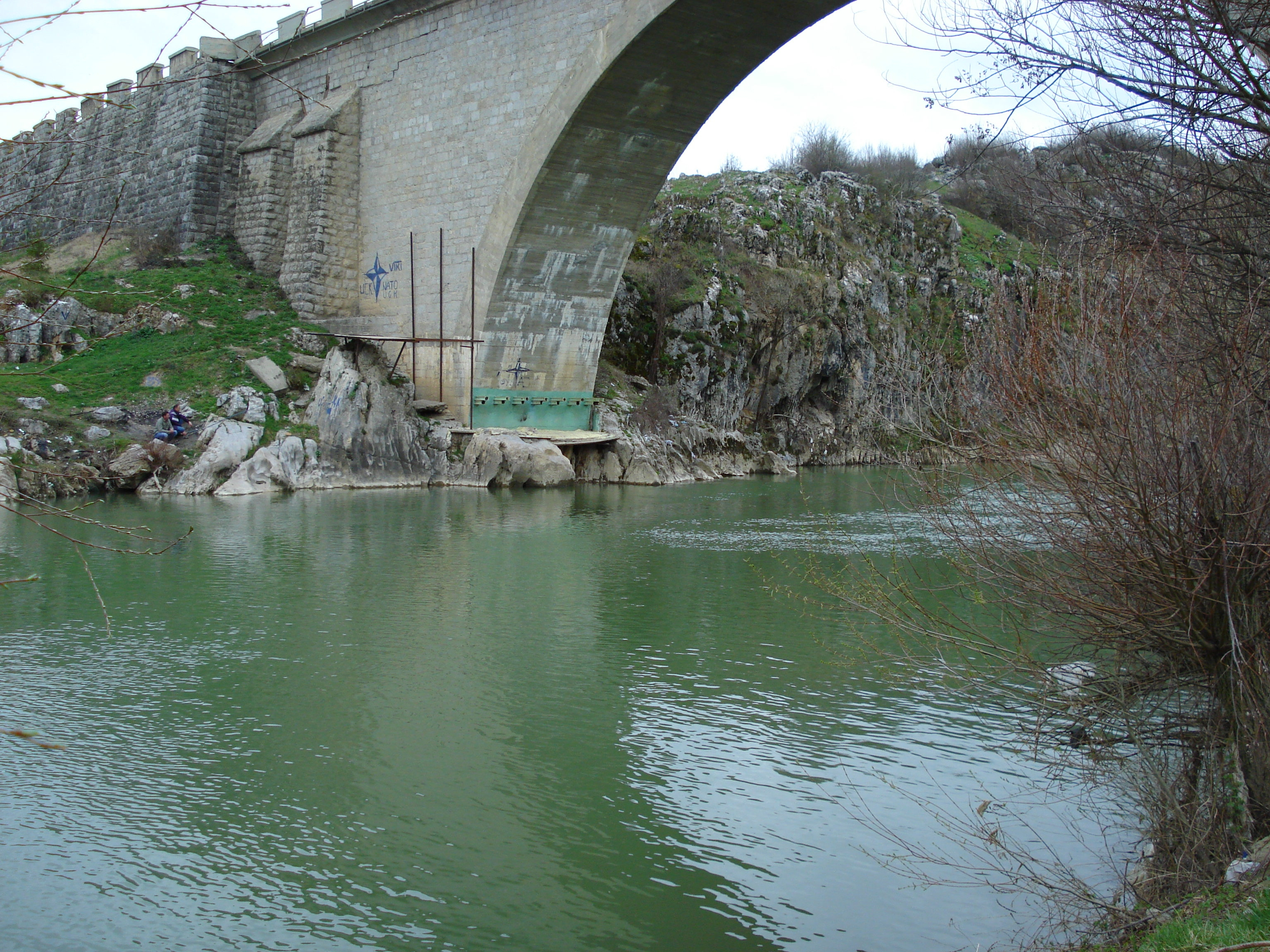
Podul Fshajt
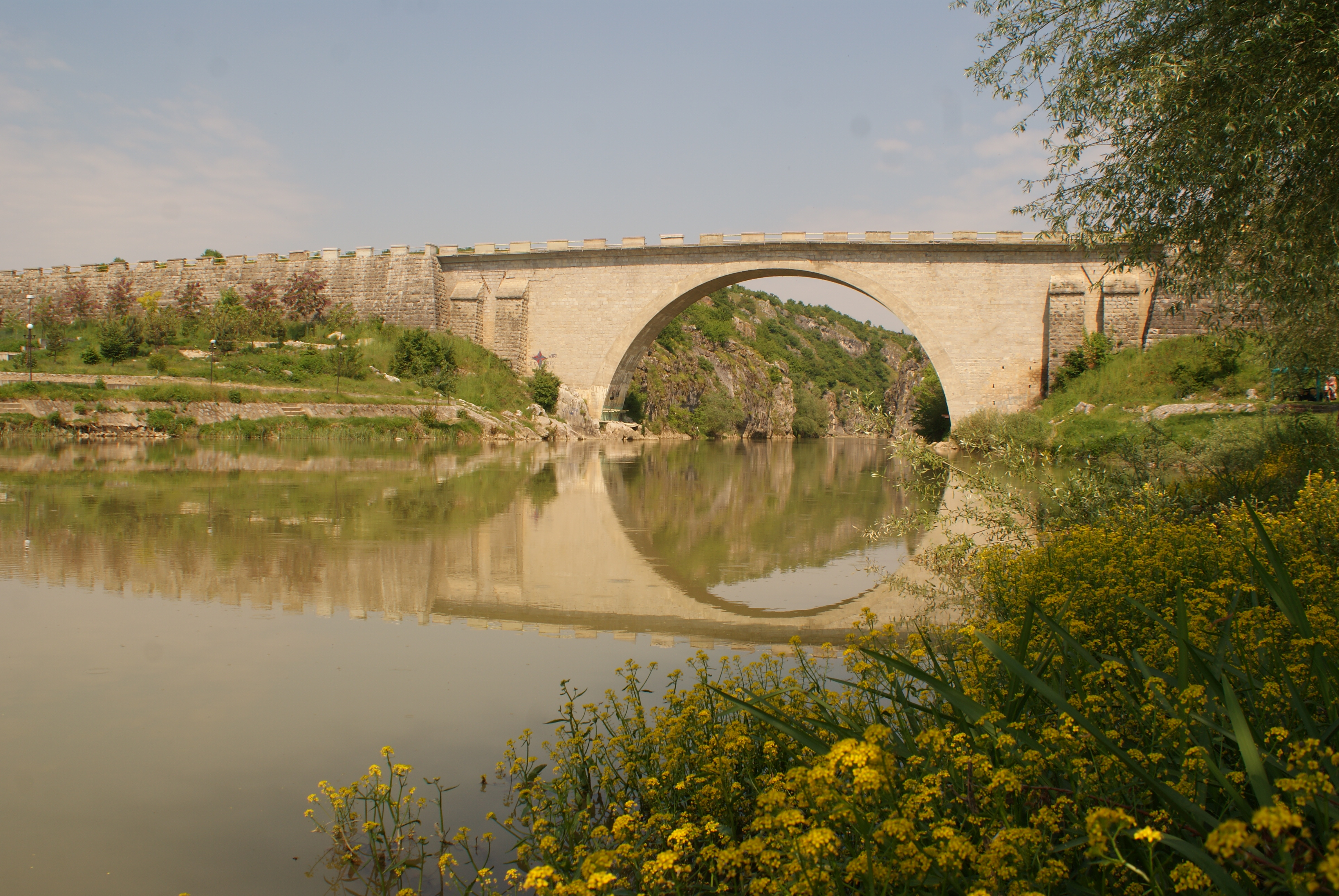
Podul văzut din partea de sud-est
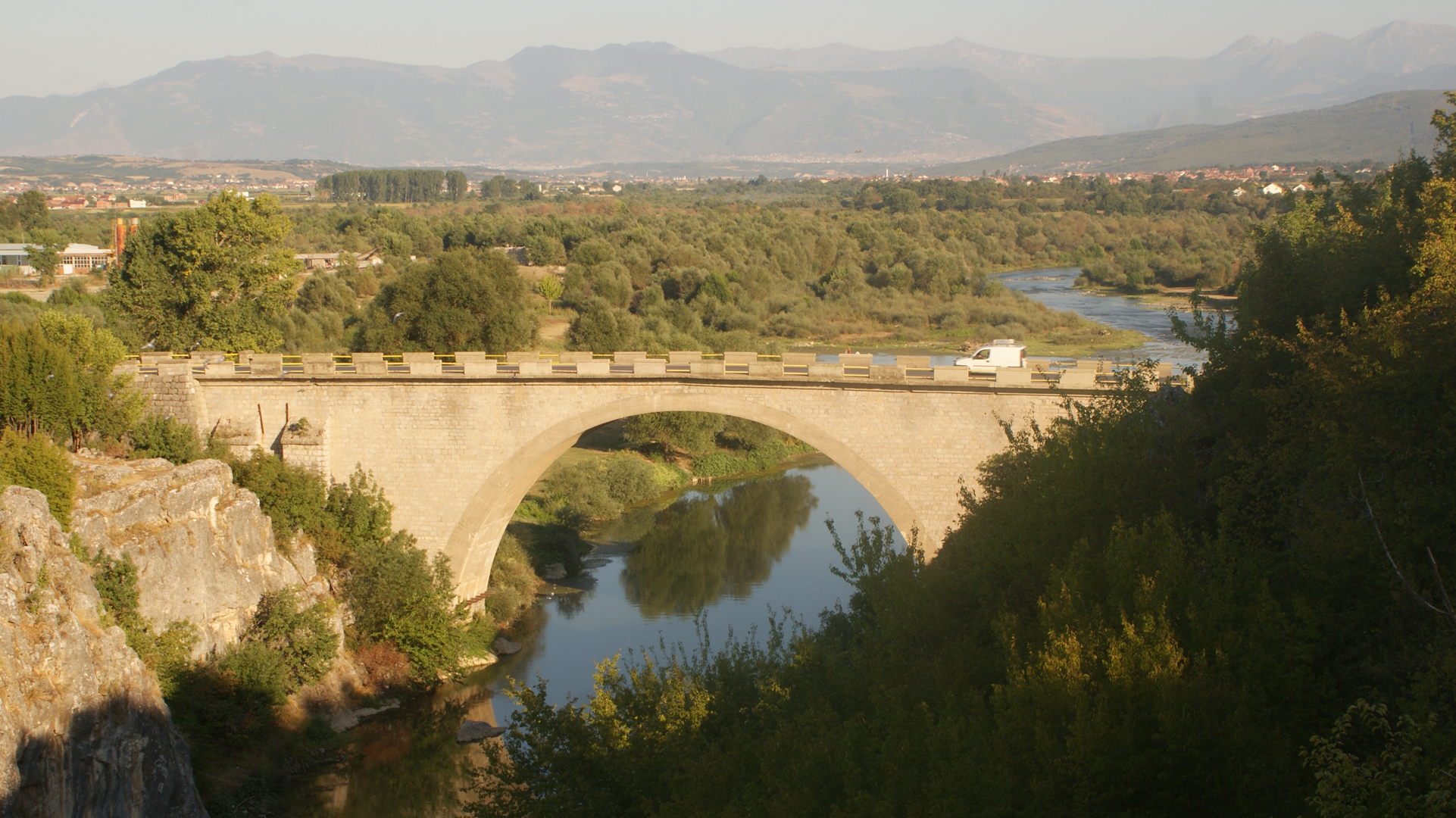
Podul văzut din defileul aflat în partea de nord-vest